# Represa de Jupiá

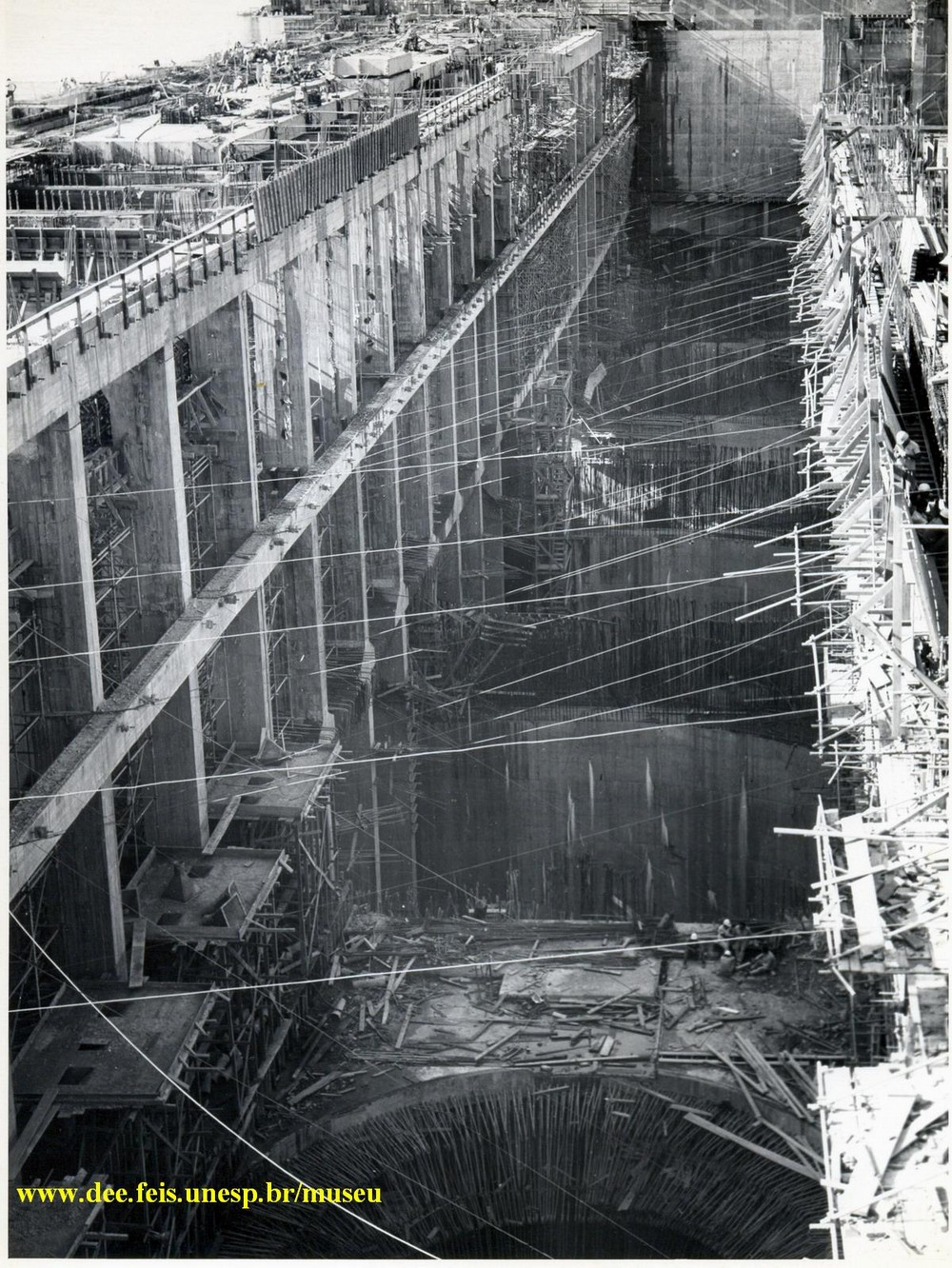
Represa de Jupiá.

La Represa Engenheiro Sousa Dias (más conocida como Jupiá), está ubicada sobre el río Paraná, en la confluencia de este con el río Sucuriú, entre las ciudades de Tres Lagoas, Mato Grosso do Sul y Castilho, estado de São Paulo. Es la cuarta mayor central hidroeléctrica de Brasil.
La construcción de la represa se inició a mediados de la década de 1960 y se concluyó en 1974, utilizando tecnología enteramente brasileña.
Construida durante la dictadura militar, periodo de construcciones faraónicas, la represa es bastante eficaz en términos de impacto ambiental y generación eléctrica.
La central posee 14 turbinas tipo Kaplan, con una potencia total instalada de 1.551,20 MW, y posee además dos grupos de turbinas auxiliares, con una potencia de 4.750 kW en cada uno.
La presa posee una longitud de 5.495 metros y el embalse ocupa 330 km². Cuenta con una esclusa que permite la navegación a lo largo de la Hidrovía Paraná-Tieté.
Junto con las represas de Ilha Solteira y Três Irmãos conforma el Complejo Hidroeléctrico de Urubupungá.